# VIA C3

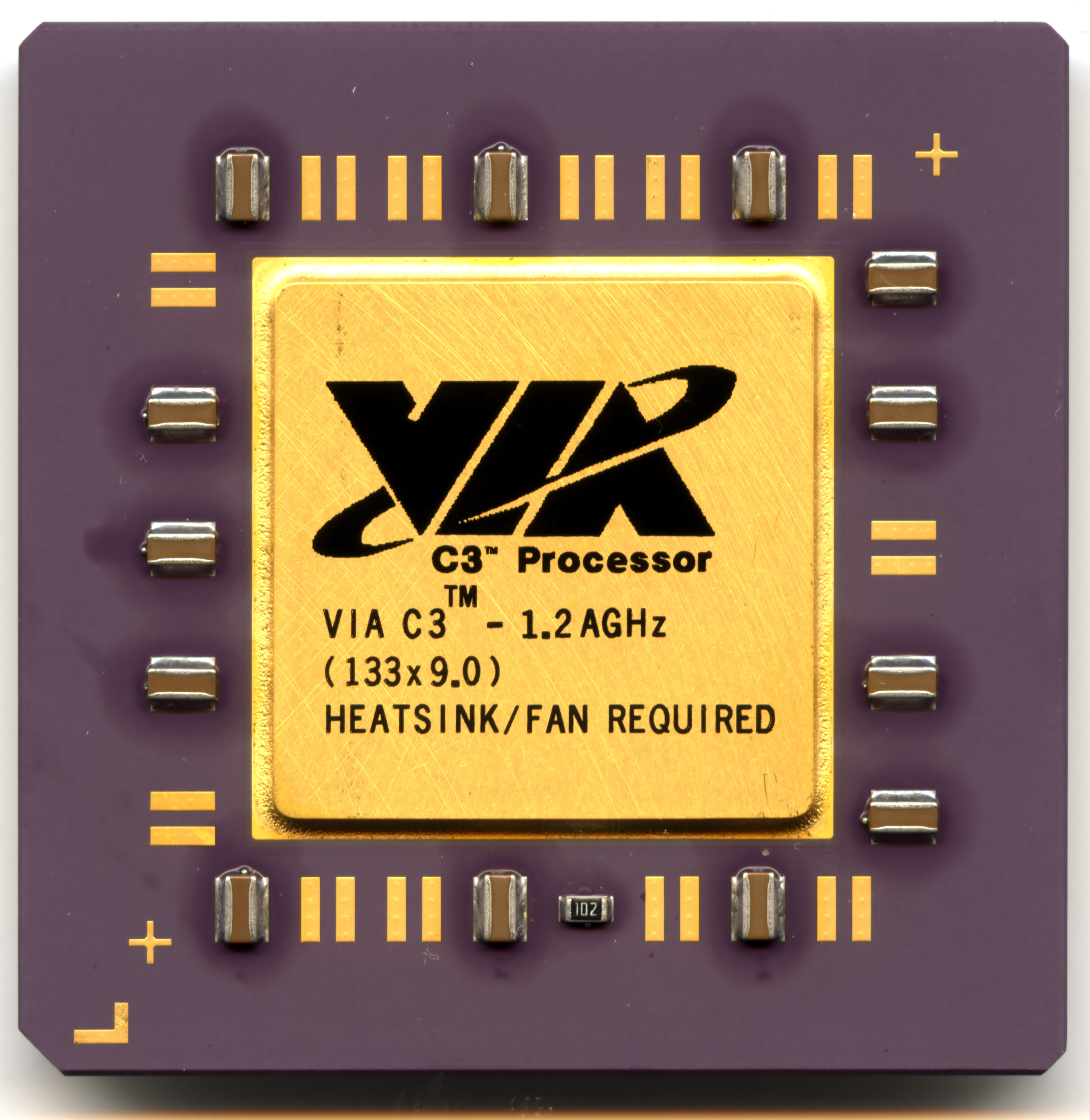
VIA C3處理器

VIA C3是一款x86处理器，早期为继承从Cyrix收购来的智慧产权，而被命名为「VIA Cyrix III」，但它实际上是由Integrated Device Technology（IDT）中收购来的Centaur Technology部門的開發人員以WinChip處理器為基礎而開發，由台湾的威盛電子（VIA）制造，与基于Joshua核心的Cyrix III无关。后被更名为VIA C3，是VIA“中国芯”C系列的经典版本。

## 功能

### Samuel核心[1]
- L1 Cache指令、各有64KB
- 16级指令管線
- 采用100或133 MHz FSB
- 0.18微米製程
- 支援MMX和3DNow!指令集
- 半倍频的浮点运算单元
- 可与部分Intel Pentium II/III主板兼容

### Samuel II核心[2]
- L1 Cache指令、各有64KB
- 淘汰型(victim)L2 Cache 64KB
- 12级指令管線
- 采用100或133 MHz FSB
- 0.15微米制程
- 支援MMX和3DNow!指令集
- 半倍频的浮点运算单元
- 可与部分Intel Pentium II/III主板兼容

### Ezra核心[3]
- L1 Cache指令、各有64KB
- 淘汰型(victim)L2 Cache 64KB
- 12级指令管線
- 采用100或133 MHz FSB
- 0.13微米製程
- 支援MMX和3DNow!指令集
- 半倍频的浮点运算单元

### Nehemiah核心[4]
- L1 Cache指令、各有64KB
- 淘汰型(victim)L2 Cache 64KB
- 12级指令管線
- 采用133或200 MHz FSB
- 0.13微米制程
- 支援MMX和SSE指令集
- 和前代Ezra-T架构相比，浮点数处理单元（FPU）可以在核心频率下全速工作。虽然在性能方面比當時Intel及AMD的处理器低，但该款处理器功耗低，放出的热力也比较少，较适合在嵌入式系统、工業電腦中使用。

## 另見
- 威盛電子
- 威盛處理器列表

## 外部連結
- 威盛電子官方網站
- VIA's C3 Hits 1 GHz